# 日本マンション学会
一般社団法人日本マンション学会（にほんまんしょんがっかい）は、マンションの諸問題を学術的に研究する組織として1992年に設立された学会。当初は任意団体であったが、2010年2月に一般社団法人として登記した。事務所は東京都千代田区にある。英語名はJapan Institute for Condominium Living（略称JICL）。本学会でいう「マンション」は、分譲集合住宅であり、本学会の研究対象はマンション等としていて、業務用・リゾート用・複合区分所有建物や、集合賃貸建物等を含む。

## 概要
- 会長 -  丸山英氣（2000～2003年）山本育三（2004年～2007年）折田泰宏(2008～2010年）小林秀樹（2011年～）
- 事務局
  - 〒101-0042 東京都千代田区神田東松下町33番地 COMSHOUSE 2F 特定非営利活動法人都市住宅とまちづくり研究会内
- 地方支部
  - 北海道支部
  - 東北支部
  - 関東支部
  - 関西支部
  - 中部支部
  - 九州支部
  - 中国・四国委員会
- 会員数
  - 正会員677人、名誉会員4人、賛助会員23法人（2019年5月31日現在）
- 会員特典
  - 会誌「マンション学」と情報誌「ニュースレター」を無料配布
  - 大会・研究発表会・支部活動・研究委員会への参加
  - 研究奨励賞・論文賞・共同研究賞
- 研究委員会

1. マンション判例研究委員会
2. マンション再生研究委員会
3. マンション行政取組研究委員会
4. 登記実務研究委員会
5. リモデリング研究委員会
6. 法律実務研究委員会
7. マンション管理士研究委員会

## 典拠
1. ↑  一般社団法人日本マンション学会定款